# Palmachim
Palmachim (ebraico: פלמחים) è un kibbutz israeliano. È situato circa dieci chilometri a sud di Gush Dan tra le dune sabbiose della costa mediterranea e si trova nella giurisdizione del Consiglio regionale di Gan Raveh. Nel 2004 aveva una popolazione di 500 abitanti.

## Storia
Palmachim fu fondato l'11 aprile 1949 da membri della brigata Yiftah del Palmach.
Nel 2006 i precedenti residenti di Elei Sinai, una colonia israeliana nella Striscia di Gaza, sfrattati dal piano israeliano di liberazione, protestarono al governo finché non furono autorizzati ad andare a Palmachim.

## Economia
Il kibbutz produce beni agricoli e prodotti elastici ad alta resistenza ed è la sede di alcune compagnie tecnologiche. Le rovine dell'antico porto di Yavne, Tel Yanve-Yam sono situate a poca distanza ed i reperti archeologici ritrovati sono visibili nel piccolo museo del kibbutz.
La vicina base aerea di Palmachim, dove ci sono delle installazioni per la sperimentazione ed il lancio di vettori da parte delle Forze di Difesa Israeliane e dell'Agenzia Spaziale Israeliana, ed il Centro di ricerca nucleare di Soreq, dove c'è un piccolo (5 MW) reattore nucleare usato per la ricerca, hanno portato ad un certo isolamento dell'area. Lì vicino c'è anche un desalinizzatore.
Era in progetto la costruzione di un resort di 350 appartamenti sulla spiaggia di Palmachim, ma il Governo ha deciso definitivamente che sarà per sempre un'area protetta, questo grazie alla protesta di una ragazza che ha dormito per molto tempo in una piccola tenda per difendere la spiaggia della sua infanzia.